# Kräppladiket

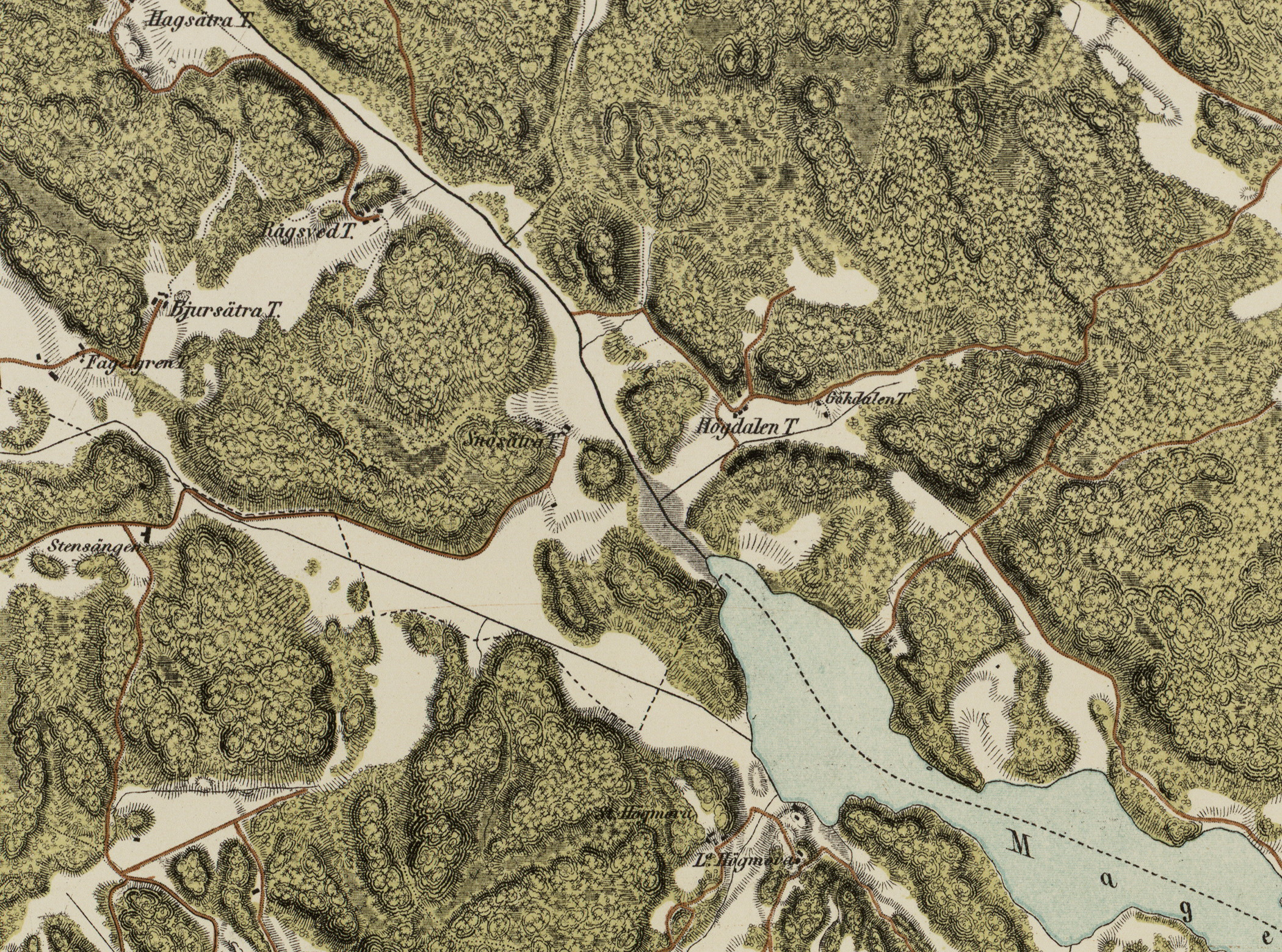
Kräpplaåns och Magelungsåns dalgågar på 1860-talet.

Kräppladiket (även kallat Kräpplaån) är ett vattendrag som avvattnar Kräppladalen vid Rågsved i Stockholms stad. 

## Historik
På kartor från tidigt 1800-tal finns en större bäck med namnet "Hästbäcken" utmärkt. Detta vattendrag gick genom Kräppladalen, förbi torpet Kräppla (senare kallat Segersminne), och mynnade ut i dåvarande Masselkärret. Platsen för dåvarande Masselkärret utgörs idag av ängarna som omger nuvarande Kräppladiket. Vägnamn som Hästbäcksvägen och Masselkärrsvägen påminner än idag om dessa vattendrag.  
När sjön Magelungen sänktes på 1870-talet anlades Kräppladiket för att dika ut Kräppladalen till användbar ängsmark. Sedan 1950-talet är drygt 900 meter av diket förlagt i en kulvert som för dagvatten från villaområdena vid Huddingevägen. År 2007 byggdes två reningsdammar vid kulvertens utlopp och en del av diket fick ett slingrande lopp, något som både har förbättrat kvaliteten på det dagvatten som rinner ut i Magelungen och lockat till sig nya arter av växter och djur. 
Den kvarvarande, öppna delen av diket är 1,4 km långt och sätter sin prägel på kulturlandskapet i Kräppladalen som är en del av Rågsveds friområde. Den västra delen av det tidigare raka diket omgestaltades 2007 till ett slingrande vattenlandskap. Längs vattendragets norra sida leder en promenadstig (Kräpplaspåret) som delvis följer den gamla byvägen mellan Huddinge och torpet Snösätra. Mellan 1942 och 1984 låg Söderskjutbanan på Kräppladikets östra del.

## Bilder

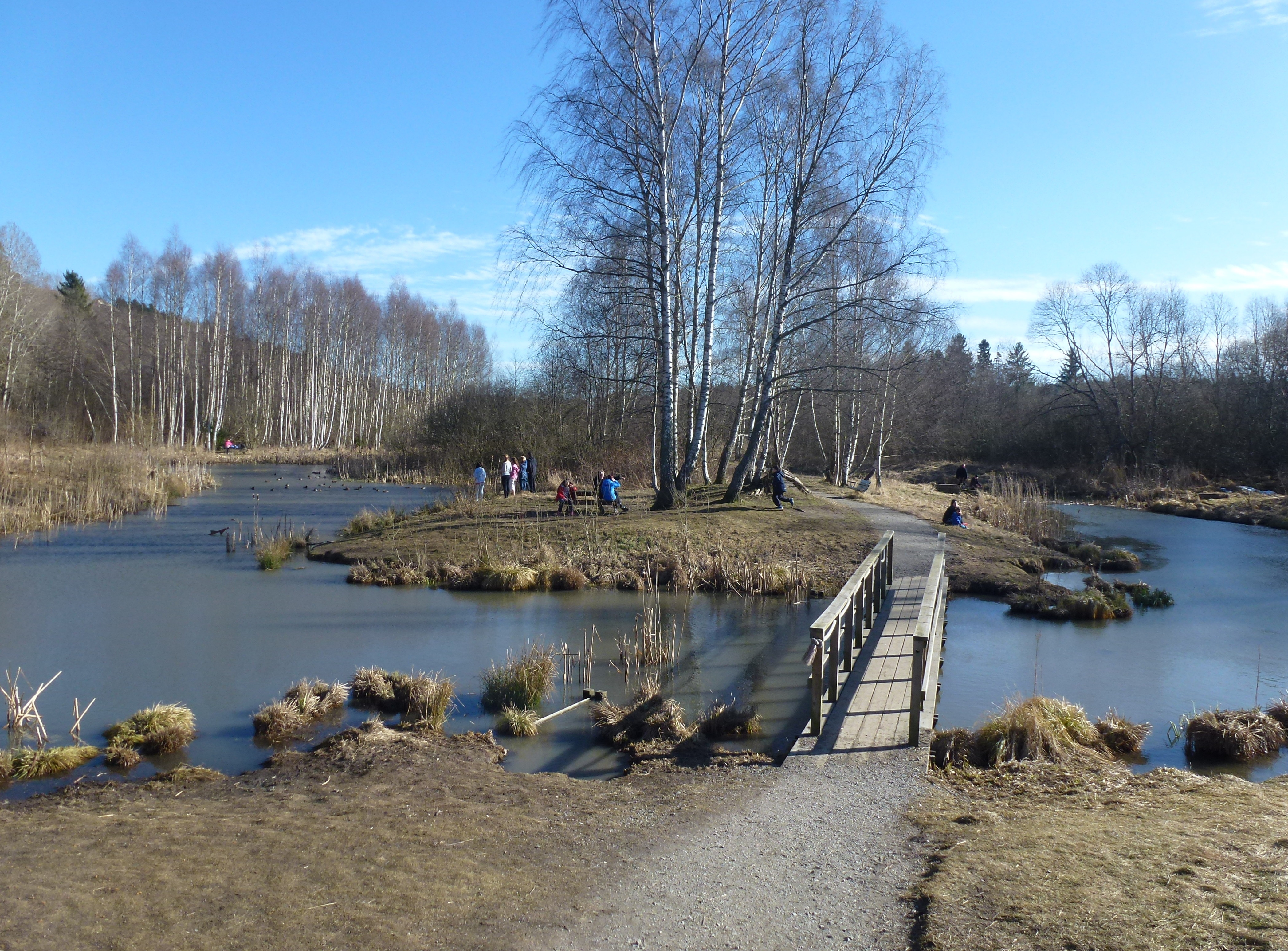
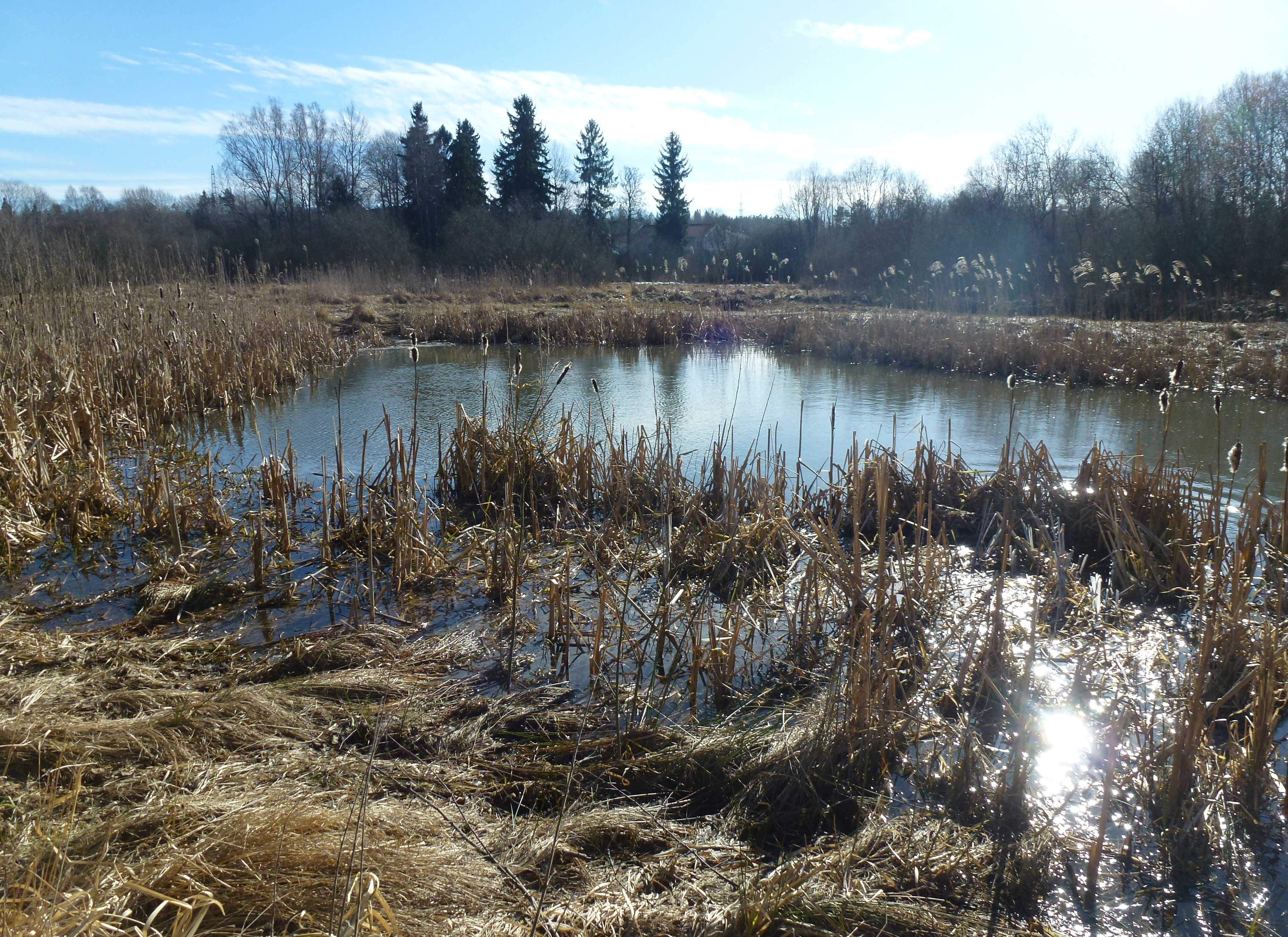
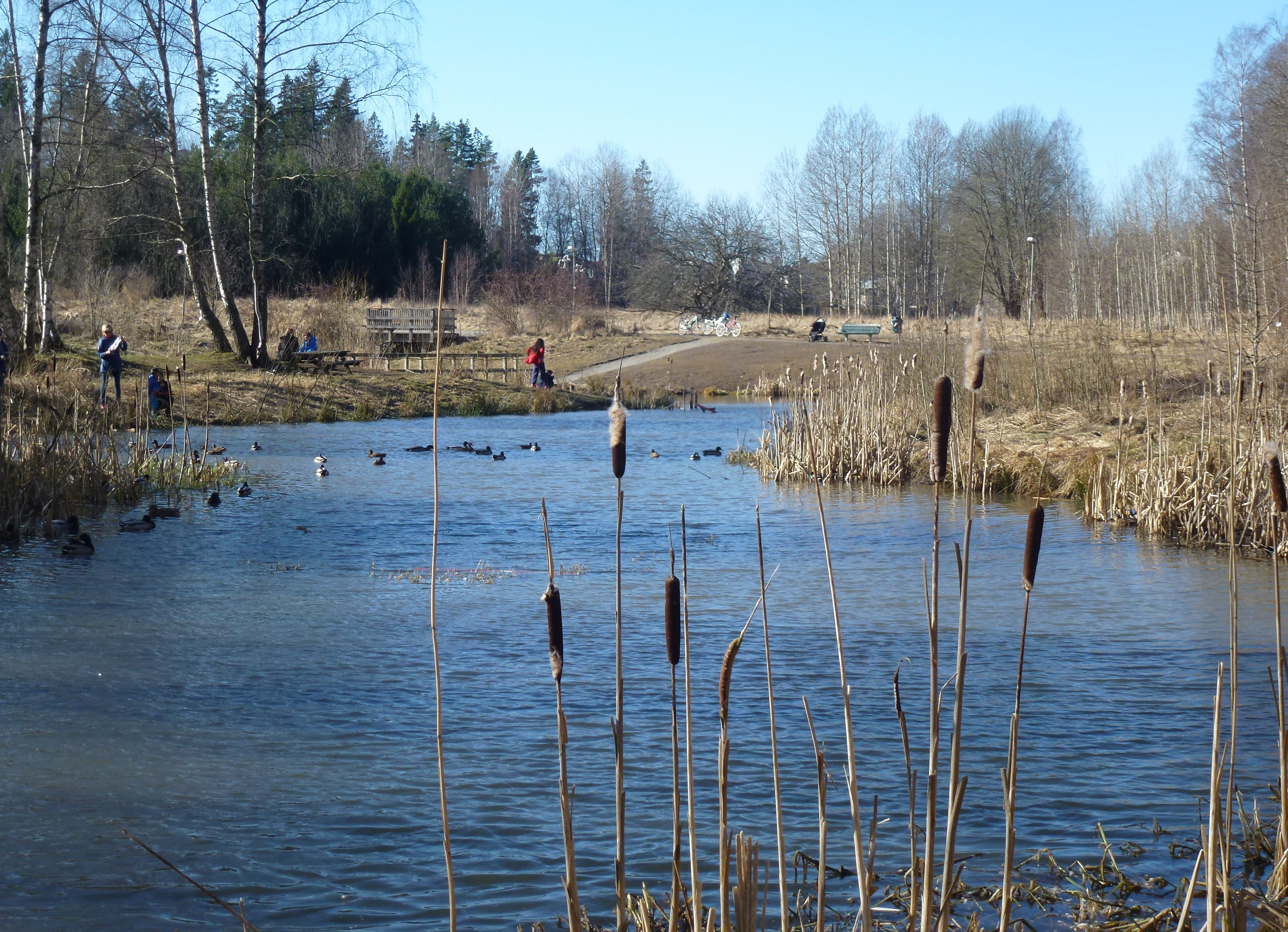
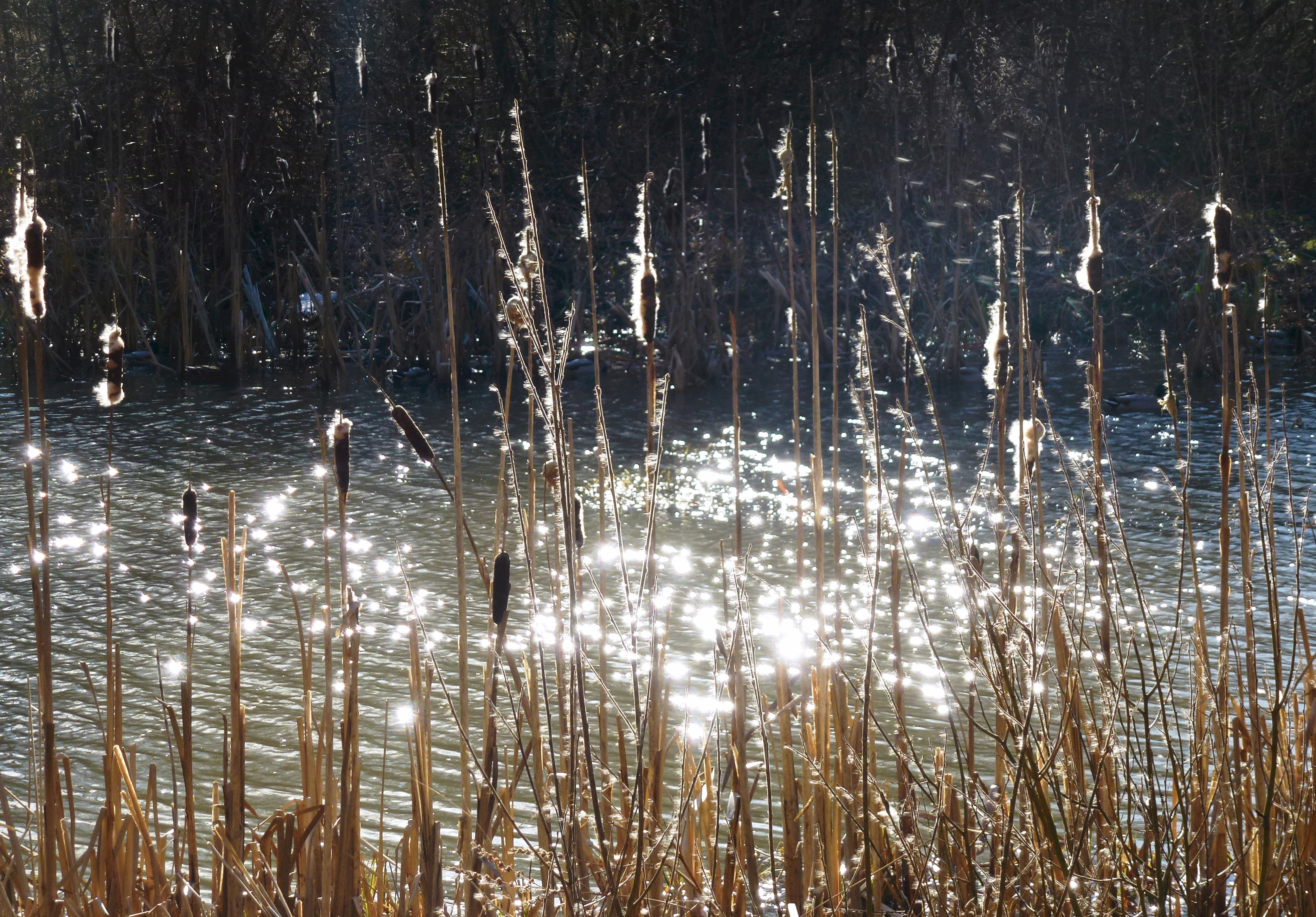